# Rahmfleck

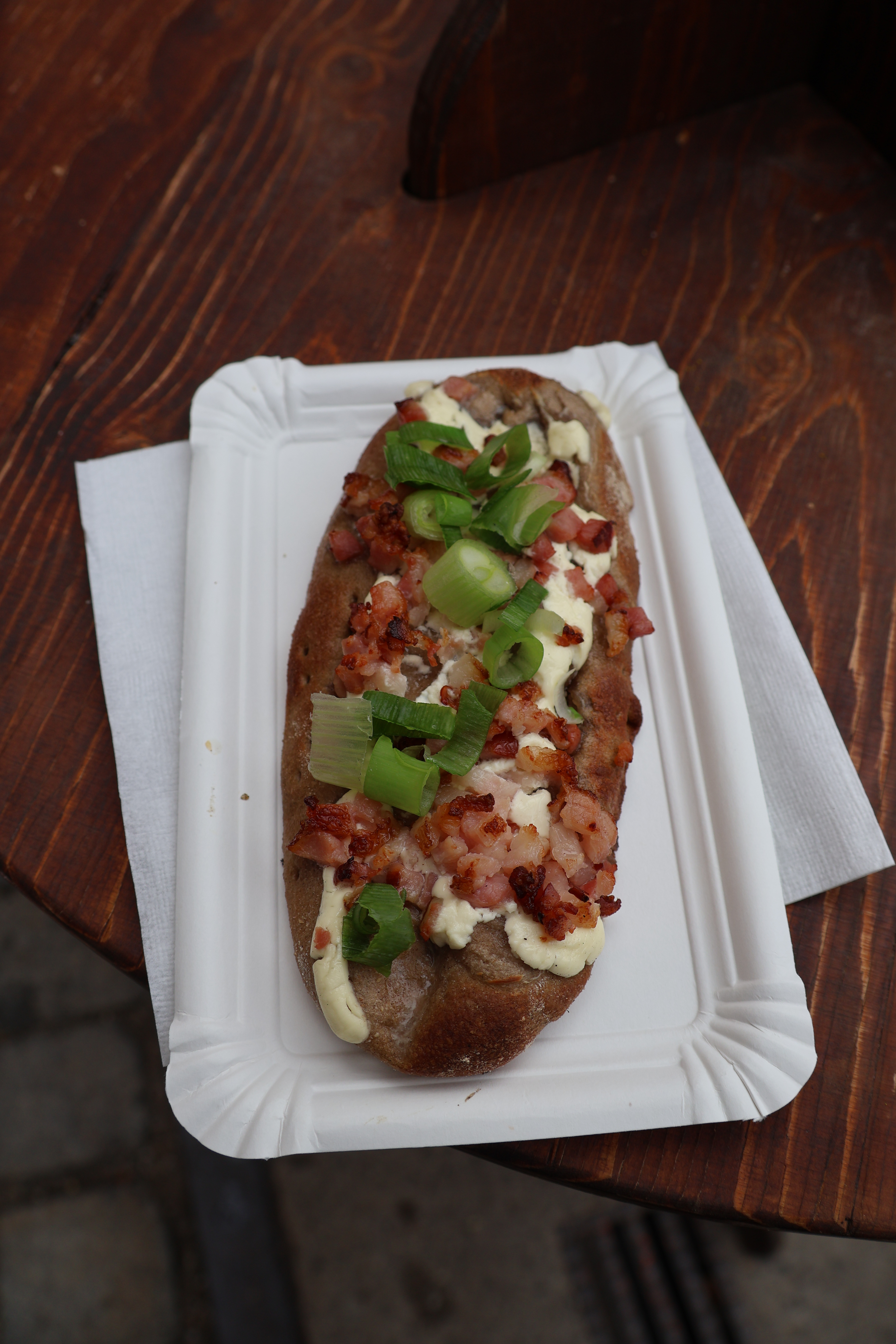
Rahmflecken

Als Rahmflecken (oft auch als Rahmfleckerl bezeichnet) werden gebackene Brotteigfladen bezeichnet, die traditionell mit Schmand, Speck und Schnittlauch belegt werden.

## Beschreibung
Der Rahmfleck ist ein ovaler Brotteigfladen, der traditionell mit Schmand und Speck in den Steinbackofen kommt. Nach dem Backen wird der Fladen durch Schnittlauch ergänzt. Variationen mit unter anderem vegetarischen Toppings sind möglich.

## Geschichte
Der Rahmfleck wurde 1985 durch den Bäcker Wolfgang Schlegl zum Neuburger Schlossfest erstmals kreiert, nachdem ihn der Ofenbauer Hubert Ziegler für das Fest mit einem mobilen Ofen ausstatten konnte. Nach Belagexperimenten wurde entschieden, dass das Topping der Kreation aus Sauerrahm und Speck bestehen soll, der nach dem Backen um Schnittlauch ergänzt wird. Diese originale Version des Rahmflecks wurde Neuburger Rahmfleck genannt. Nach dem Erfolg des Gebäcks auf dem Schlossfest 1985, wurden die Rahmflecken auch in den folgenden Jahren auf dem Festival verkauft. Zugleich begann Ziegler, die Speise auf anderen Veranstaltungen anzubieten. Schließlich wurde 2001 der Rahmfleck beim Patentamt geschützt.

## Rezeption
Der Rahmfleck gilt heute als populäres Gericht auf verschiedenen Festen. Insbesondere auf historischen Festen und auf Christkindlmärkten werden Rahmflecken häufig angeboten.